# Jan Balun
Jan Balun (* 18. září 1944) je bývalý český hokejový útočník.

## Hokejová kariéra
V československé lize hrál za Duklu Jihlava, TJ Škoda Plzeň a TJ Gottwaldov. S Duklou Jihlava mezi léty 1967 a 1972 získal 6 mistrovských titulů v řadě. V nižší soutěži hrál i za TJ Slovan/Baník Hodonín. V roce 1969 startoval na Spenglerově poháru. Byl členem československé juniorské reprezentace.

## Klubové statistiky
| Sezona    | Klub              | Soutěž  | Základní část | Základní část | Základní část | Základní část | Základní část |
| Sezona    | Klub              | Soutěž  | Z             | G             | A             | B             | TM            |
| --------- | ----------------- | ------- | ------------- | ------------- | ------------- | ------------- | ------------- |
| 1962/1963 | TJ Slovan Hodonín | 2. liga | -             | -             | -             | -             | -             |
| 1966/1967 | Dukla Jihlava     | 1. liga | -             | -             | -             | -             | -             |
| 1967/1968 | Dukla Jihlava     | 1. liga | -             | -             | -             | -             | -             |
| 1968/1969 | Dukla Jihlava     | 1. liga | -             | -             | -             | -             | -             |
| 1969/1970 | Dukla Jihlava     | 1. liga | -             | -             | -             | -             | -             |
| 1970/1971 | Dukla Jihlava     | 1. liga | -             | -             | -             | -             | -             |
| 1971/1972 | Dukla Jihlava     | 1. liga | -             | -             | -             | -             | -             |
| 1972/1973 | TJ Škoda Plzeň    | 1. liga | -             | 15            | -             | -             | -             |
| 1973/1974 | TJ Škoda Plzeň    | 1. liga | -             | -             | -             | -             | -             |
| 1974/1975 | TJ Gottwaldov     | 1. liga | 73            | 7             | 7             | 14            | -             |
| 1975/1976 | TJ Gottwaldov     | 2. liga | -             | -             | -             | -             | -             |
| 1976/1977 | TJ Gottwaldov     | 1. liga | 22            | 3             | 3             | 6             | -             |
| 1977/1978 | TJ Gottwaldov     | 2. liga | -             | -             | -             | -             | -             |
| 1978/1979 | TJ Baník Hodonín  | 3. liga | -             | -             | -             | -             | -             |
| 1986/1987 | TJ Baník Hodonín  | 3. liga | -             | -             | -             | -             | -             |